# Sobarocephala medinai
Sobarocephala medinai är en tvåvingeart som beskrevs av Steyskal 1973. Sobarocephala medinai ingår i släktet Sobarocephala och familjen träflugor.
Artens utbredningsområde är Puerto Rico. Inga underarter finns listade i Catalogue of Life.